# Aripuanã (rzeka)
Aripuanã (port. Rio Aripuanã) – rzeka w Brazylii, prawy dopływ Madeiry. Ma 900 km długości. Jej źródło znajduje się w górach Serra do Norte, w północno-zachodniej części stanu Mato Grosso. Uchodzi do rzeki Madeiry na 250 km przed jej ujściem do Amazonki. Główne dopływy rzeki to Maracanã, Paxiúba, Guariba, Roosevelt i Pombas. Jest żeglowna w dolnym biegu. 